# Жоссен, Этьен Флорентин
Этьен Флорентин Жоссен (фр. Étienne Florentin Jaussen), известный также под прозвищем Тепано (2 апреля 1815, Рокль, департамент Ардеш — 9 сентября 1891, Аруэ, Таити, Французская Полинезия) — французский католический религиозный деятель, миссионер, первый католический епископ французского Таити (первый апостольский викарий Таити с титулом епископа Аксиерийского (Азиерийского)) с 1848 по 1884 год.
Строитель католического кафедрального собора в столице Таити городе Папеэте. Исследователь полинезийской культуры, который, в частности, первым ввёл в научный оборот информацию о письменности аборигенов острова Пасхи — ронгоронго.

## Биография
Родился в деревушке Рокль на юге Франции в семье Андре Жоссена и его жены Мари, урождённой Аллегре. Сперва он получил светское образование в городах Манд и Монпелье, после чего получил возможность работать школьным учителем. Однако, в 1840 году 25-летний Жоссен решил начать духовную карьеру и поступил в семинарию в Перигё. К 1845 году он уже окончил семинарию и был рукоположен в католические священники. Он присоединился к пикпуцианцам — малоизвестной католической конгрегации (официальное название — Конгрегация Святых Сердец Иисуса и Марии), первоначально созданной во время Великой Французской революции, в годы гонений на церковь, аббатом Пьером Кудреном и религиозной аристократкой Анриеттой Эме де ла Шевальри для сохранения католической веры во Франции. После окончания революционного периода, пикпуцианцы сосредоточились на проповеди католической веры в наиболее отдалённых уголках французских колониальных владений и особенно в Полинезии.
Став пикпуцианцем, отец Этьен в 1845 году отбыл в чилийский портовый город Вальпараисо, где находилась своего рода база для миссионеров, отправлявшихся в Полинезию. Прожив некоторое время в Вальпараисо, Жоссен в 1849 году прибыл на Таити, где в то время активно развернули свою работу протестантские миссионеры. Таким образом, отцу Этьену предстояло не только обращать в христианскую веру «нечестивых» аборигенов, но и, при помощи красноречия, «вырвать их из рук» конкурентов — протестантских миссионеров.
Уже к 1851 году отцу Этьену удалось построить первую католическую церковь в столице острова — городе Папеэте. В 1855 году он купил неподалёку от города большое поместье, чтобы сделать католическую миссию на острове независимой в экономическом отношении. Оказавшись неплохим организатором товарно ориентированного сельского хозяйства, отец Этьен наладил в своём поместье выращивание кокосовых орехов, сахарного тростника, винограда (в том числе и для нужд евхаристии); развёл овец и крупный рогатый скот; выстроил ульи и занялся пчеловодством.
Возведённый в сан католического епископа Полинезии, он не только обеспечил своей епархии значительный уровень финансовой независимости, но и, неустанно путешествуя на весьма несовершенных морских судах между островами полинезийского архипелага, порой разделёнными огромными расстояниями, лично проповедовал их жителям католицизм и организовывал кокосовые плантации (так, считается что именно епископ Жоссен первым завёз и посадил кокосы на островах архипелага Туамоту).

### Епископ Жоссен и остров Пасхи
Особый интерес епископ Жоссен проявлял к острову Пасхи, который в то время не принадлежал Франции и не имел, с точки зрения европейских держав, легитимного международно-правового статуса. Из-за этого, остров Пасхи и его жители в середине XIX века подверглись чудовищным катаклизмам, среди которых были набеги перуанских работорговцев, завезённые европейцами эпидемии и самопровозглашённая диктатура французского авантюриста Дютру-Борнье (1868—1876). В результате, всего за несколько десятилетий, население острова Пасхи, и в особенности его правящий класс и жречество, было практически полностью уничтожено. Находившиеся на острове французские католические священники во главе с миссионером Эженом Эйро (1820—1868), номинально подчинённые епископу Жоссену, но фактически действовавшие довольно самостоятельно в силу огромного расстояния между островом Пасхи и епископской резиденцией в Папеэте, не могли или не хотели помешать происходящему, а по некоторым данным (приводимым, в частности, в советских исторических работах), даже сами деятельно участвовали в уничтожении «языческого» культурного наследия островитян.
На этом крайне неприглядном фоне деятельность епископа Жоссена имела совершенно иное направление. Он решительно выступил против работорговли и направил правительству Перу официальную ноту с требованием прекратить разбои и насилие на острове. Он же, по всей видимости, также добился возвращения выживших островитян из перуанского рабства, и затем перевёз часть из них на Таити, где они могли трудиться в сельском хозяйстве в качестве вольнонаёмных работников, в условиях, разительно отличавшихся от каторжного труда на перуанских рудниках.
В 1868 году жители острова Пасхи, прибывшие на Таити, в знак признательности подарили епископу странную деревянную дощечку с любопытными письменами. Озадаченный Жоссен, полагавший, как и все современные ему учёные, что полинезийские народы не знали письменности, направил письмо к миссионерам на остров Пасхи, с требованием найти ему ещё табличек. Миссионеры, находящиеся на острове (которые, незадолго до этого, возможно, сами сожгли большую часть культурного наследия его жителей), обшарив весь остров, выслали ему еще пять дощечек. Изучив их, Жоссен предположил, что имеет дело с уникальной и ранее неизвестной системой пиктографической письменности. Он также убедился, что выжившие аборигены острова Пасхи, прибывшие на Таити, не принадлежат к жреческому или вождескому сословию, ранее уничтоженному, и потому не могут (не хотят?) прочитать надписи на уцелевших табличках. Только один старик-абориген по имени Меторо смог снабдить епископа кое-какой информацией, однако создавалось впечатление, что и он не может читать таблички в полном смысле слова, но лишь предполагает их содержание, на основании информации, услышанной о них в юности. На основе чтений Меторо Жоссен составил каталог знаков ронго-ронго с их предполагаемыми значениями, которые в настоящее время большинством учёных признаются недостоверными.
Опрашивая островитян, Жоссен составил первые тексты по истории острова Пасхи, в том числе примерную хронологию правления местных королей в течение тысячи лет, в том виде, в каком её запомнили островитяне.

### Епископ Жоссен и Миклухо-Маклай
В 1871 году епископа Жоссена посетил на Таити русский этнограф и путешественник Николай Николаевич Миклухо-Маклай. Он проявил неподдельный интерес к открытиям епископа, и на память Жоссен подарил ему одну из шести имевшихся у него табличек с письменами ронгоронго. Позднее, Миклухо-Маклаю удалось чудом найти и приобрести ещё одну дощечку с письменами. Обе таблички Миклухо-Маклай благополучно доставил в Санкт-Петербург, где они в дальнейшем вошли в постоянную экспозицию Кунсткамеры. Все дальнейшие исследования и открытия советских учёных и талантливых любителей, в частности, Б. Г. Кудрявцева, А. И. Жамойды, Ю. В. Кнорозова, И. К. Фёдоровой и других в области ронгоронго во многом стали возможны благодаря наличию под рукой — в экспозиции ленинградского музея, непосредственного объекта для изучения — двух подлинных табличек, и, таким образом, в некотором смысле, результатом судьбоносной встречи этнографа и епископа.

### Выход в отставку и дальнейшая судьба
В 1884 году епископ Жоссен по старости покинул должность епископа, однако остался на полюбившемся ему Таити, переехав в городок Аруэ, где и умер. Таитянцы, называвшие его Тепано, сохранили о епископе добрую память. Наука обязана ему введением в научный оборот информации о существовании письменности ронгоронго, и её памятников, которые, без вмешательства епископа, вероятней всего, сгинули бы без следа.